# 빛고을초등학교
빛고을초등학교는 대한민국 광주광역시 서구에 있는 초등학교다.

## 학교 연혁
- 2004. 11. 08. 빛고을초등학교 설립인가
- 2006. 09. 01. 초대 김철 교장 부임
- 2006. 09. 01. 개교(본관 30교실 신축 및 6학급)
- 2006. 10. 02. 개교기념행사
- 2007. 02. 15. 제1회 졸업식(졸업생 18명)
- 2007. 03. 01. 6개 학급증설(12학급)
- 2007. 03. 03. 돌봄교실 개실
- 2007. 05. 01. 1개 학급증설(13학급)
- 2007. 09. 01. 제2대 박남옥 교장 부임
- 2008. 02. 21. 제2회 졸업식 (졸업생 47명)
- 2008. 03. 01. 2개 학급증설(15학급)
- 2008. 09. 01. 제3대 정혜순 교장 취임
- 2008. 09. 01. 1개 학급증설(16학급)
- 2008. 10. 08. 빛자람센터 개관
- 2009. 02. 17. 제3회 졸업식 (졸업생 73명)
- 2009. 03. 01. 5개 학급 증설(21학급)
- 2009. 09. 01. 도서실, 보건실 리모델링
- 2009. 11. 04. 상담실, 영어실 개실
- 2009. 12. 24. 종합장학 우수학교 표창
- 2009. 12. 29. 교육과정 자율화(100대 교육과정)운영 우수학교 표창
- 2009. 12. 29. 제4회 빛고을 독서마라톤대회 특별상 수상
- 2009. 12. 29. 국가수준 학업 성취도 평가 우수학교 표창
- 2010. 02. 11. 제4회 졸업식(졸업생 103명)
- 2010. 03. 01. 6개 학급 증설(27학급)
- 2010. 03. 01 ~ 2012. 02. 29. 문화예술연구학교 운영
- 2010. 03. 16. 영어 영재학급 운영(3학년~5학년 각 1학급)
- 2010. 05. ~ 2010. 10. 교내 CCTV 10대 설치
- 2010. 09. 01. 돌봄교실 리모델링
- 2010. 09. 01 ~ 2011. 02. 28. 365안전한학교만들기 선도학교 운영
- 2010. 09. 28. 빛누리마당 개관(4층복도)
- 2010. 11. 16. 연구학교 1/2차년도 운영
- 2010. 12. 17. 빛고을 넷사랑 운동 우수학교 선정
- 2010. 12. 29. 아름다운 학교 우수 학교 선정
- 2010. 12. 29. 급식 우수학교 선정
- 2010. 12. 30. 교육과학기술부 학교 평가 우수학교 선정
- 2011. 02. 18. 제5회 졸업식(졸업생 110명)
- 2011. 02. 28. 과학관찰시설물 설치
- 2011. 03. 01. 1개 학급 증설(28학급)
- 2011. 10. 25. 문화예술 연구학교 2차년 발표
- 2011. 12. 05. S클린 캠페인 우수학교 표창(정보윤리교육부문 대상)
- 2011. 12. 18. <제12회 광주교육정보대상> 우수학교 표창(교육감)
- 2012. 02. 16 제6회 졸업식(졸업생 120명)
- 2012. 03. 01 2개 학급 증설(30학급)
- 2012. 06. 04. 2012 대한민국 좋은학교 박람회 출전
- 2012. 12. 27. 학교평가 우수학교 선정
- 2012. 12. 28. 100대 교육과정 운영 우수학교 선정
- 2013. 02. 20. 제7회 졸업식(졸업생 136명)
- 2013. 03. 01. 1개 학급 증설(31학급, 특수학급 포함)
- 2013. 03. 01. 제4대 정순남 교장 부임
- 2013. 03. 01 ~ 2013. 12. 31. 또래상담학교 운영
- 2013. 04. 17. 과학교육 체험프로그램 운영
- 2013. 05. 11. 초록씨앗 환경 영어 캠프 운영
- 2013. 06. 01. ~ 2014. 02. 28. 환경체험 교육프로그램 운영
- 2013. 06. 10. 금융교육 시범학교 운영
- 2013. 10. 07. 우리말 사랑 우리책 사랑 대회 실시
- 2013. 10. 10. ~ 2013. 11. 14. 학부모아카데미 거점학교 운영
- 2013. 11. 01. 빛고을 예술제 실시
- 2014. 02. 20. 제8회 졸업식(졸업생 140명/총 졸업생 742명)
- 2014. 03. 01. 2개 학급 증설(33학급, 특수학급 포함)